# Owtscharka
Owtscharka (im Russischen die Owtscharka (овчарка), Mehrzahl Owtscharki (овчарки)) ist ein Sammelbegriff für mehrere in der Funktion ähnliche Hunderassen, von denen drei von der FCI anerkannt sind. Der Name Owtscharka leitet sich vom russischen Wort овчар (owtschar) für Schafhirte ab.
Unter der Bezeichnung Owtscharka gibt es sowohl Hüte- und Treibhunde als auch Herdenschutzhunde, also Hunde, die die Herden gegen Beutegreifer wie Wolf oder Bär verteidigen.

## FCI-Rassen
Folgende Rassen sind von der FCI anerkannt:

### Südrussischer Owtscharka (Juschnorusskaja Owtscharka)

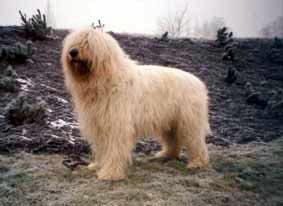
Südrussischer Owtscharka

Der Südrussische Owtscharka ist in den südlichen Regionen Russlands und in der Ukraine beheimatet.
FCI-Nomenklatur
- Gruppe 1: Hütehunde und Treibhunde (ohne Schweizer Sennenhunde)
- Sektion 1: Schäferhunde
- Juschnorusskaja Owtscharka (Standard Nr. 326) (Südrussischer Owtscharka)

### Kaukasischer Owtscharka (Kawkasskaja Owtscharka)

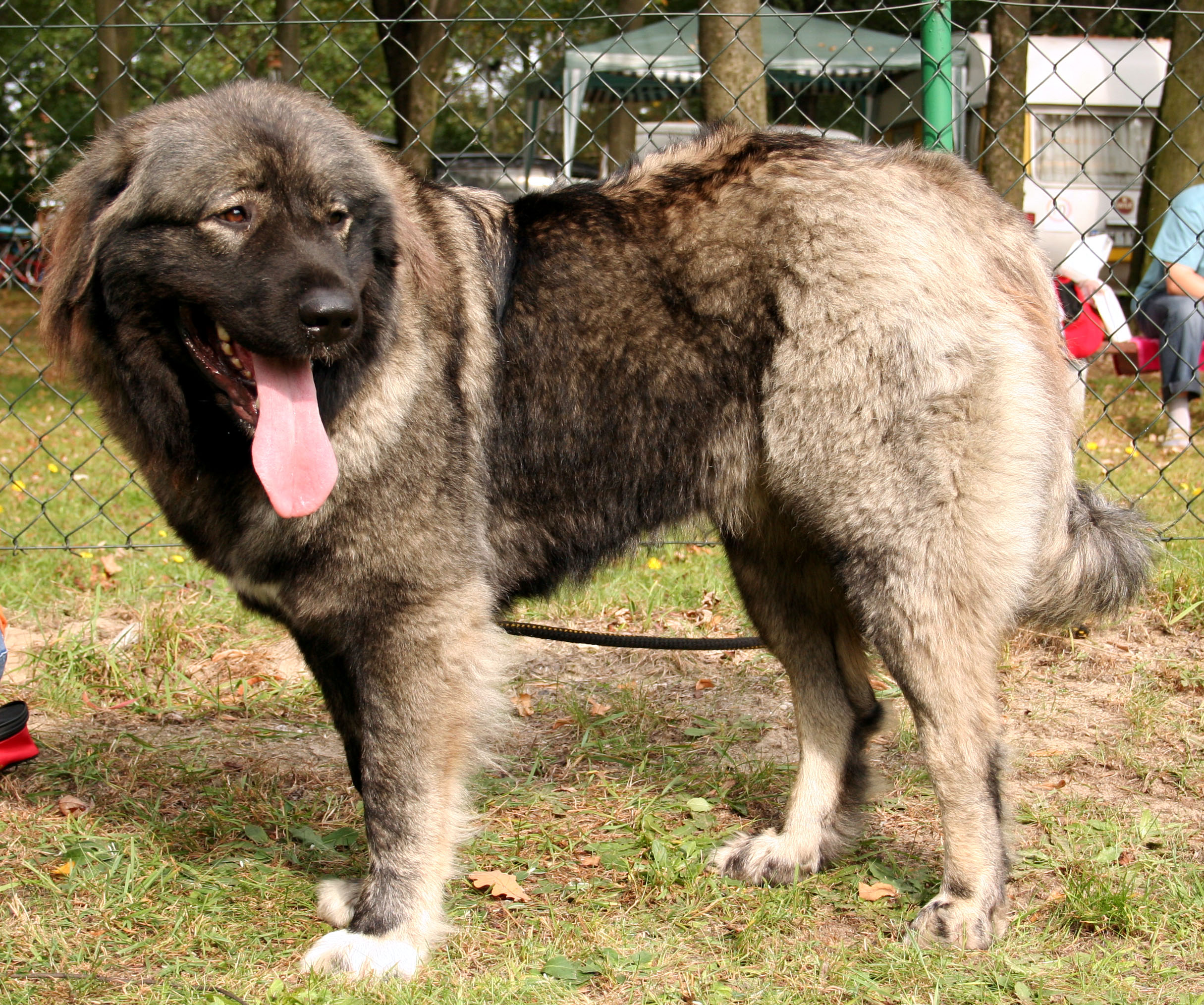
Kaukasischer Owtscharka

Der Kaukasische Owtscharka stammt aus Russlands Nachbarstaaten (Georgien und Armenien) sowie aus Russlands autonomen Republiken im Kaukasus.
FCI-Nomenklatur
- Gruppe 2: Pinscher und Schnauzer, Molosser und Schweizer Sennenhunde.
- Sektion 2.2: Molosser, Berghunde
- Kawkasskaja Owtscharka (Standard Nr. 328) (Kaukasischer Owtscharka)

### Zentralasiatischer Owtscharka (Sredneasiatskaja Owtscharka)

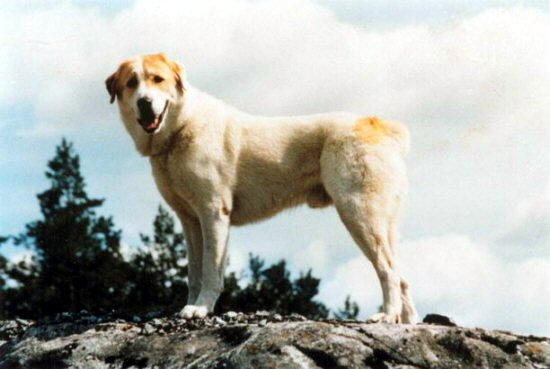
Zentralasiatischer Owtscharka

Der Zentralasiatische Owtscharka – auch Zentralasiatischer Schäferhund – stammt aus Zentralasien (Kasachstan, Usbekistan, Tadschikistan, Turkmenistan).
FCI-Nomenklatur
- Gruppe 2: Pinscher und Schnauzer, Molosser und Schweizer Sennenhunde.
- Sektion 2.2: Molosser, Berghunde
- Sredneasiatskaja Owtscharka (Standard Nr. 335) (Zentralasiatischer Owtscharka)

### Aussehen
Die Felllänge variiert von lang (ähnlich dem Bobtail) bis mittellang und dicht (ähnlich dem Alaskan Malamute).
Die Farbe schwankt beim Zentralasiatischen Owtscharka zwischen grau, weiß, hellcreme, hellrehbraun, rot, schwarz, getigert und gefleckt. Der Südrussische Owtscharka ist meist weiß, auch weiß mit gelblich oder strohgelb. Außerdem kommen alle Tönungen Weiß und Grau vor. Das Fell hat leichte Flecken. Der Kaukase hat rotblondes oder braunes Fell mit weißen oder grauen Abzeichen.
Alle drei haben einen muskulösen Körper, V-förmige, hoch angesetzte Ohren und dunkle Augen.

## Weitere Owtscharki
Außer den drei genannten gibt es noch andere regionale Rassen, die von der FCI nicht anerkannt sind.